# Miccapetlacalli
Miccapetlacalli est, dans la mythologie aztèque, le déesse du tombeau. Une déesse des dieux infernaux qui habitaient dans le Mictlan.